# Zwłóknienie klatki piersiowej
Zwłóknienie klatki piersiowej (łac. fibrothorax) – przewlekła choroba będąca powikłaniem chorób opłucnej i płuc.

## Etiologia
Najczęściej jest zejściowym powikłaniem ropniaka opłucnej i wysiękowego zapalenia płuc. Może też być powikłaniem odmy opłucnej, zarówno samoistnej jak i leczniczej. Jest częstym efektem źle leczonej choroby opłucnej.

## Patogeneza
Występują masywne zrosty opłucnowe. Mogą powodować przesunięcie śródpiersia i skrzywienie kręgosłupa. Zrosty wciągają w proces chorobowy płuco powodując zaburzenia krążenia płucnego i wywołując rozstrzenia oskrzeli.

## Objawy
Zwłóknienie klatki piersiowej nie powoduje dolegliwości przez wiele lat od początku choroby, może poza pewną nietolerancją wysiłków. Dopiero w starszym wieku objawy się uwidaczniają, gdy dołączają się do tego inne schorzenia obciążające organizm. Pojawiają się wtedy charakterystyczne objawy: duszność, sinica, zwężenie chorej połowy klatki piersiowej, skrzywienie kręgosłupa, osłabienie drżenia piersiowego, stłumienie odgłosu opukowego.

## Badania dodatkowe
Badanie radiologiczne klatki piersiowej potwierdza rozpoznanie. Wykonuje się też gazometrię, która wykazuje hipoksemię, z ewentualną hiperkapnią.

## Leczenie
Przede wszystkim jest chirurgiczne. Wykonuje się zabieg dekortykacji płuca. Jeżeli wcześniej doszło do marskości płuca, to dokonuje się resekcji.
Najważniejszym elementem leczenia zwłóknienia klatki piersiowej jest zapobieganie. Najprościej można to osiągnąć właściwym leczeniem chorób opłucnej.